# 김우현 (1974년)
김우현(1974년 1월 1일 ~ )은 대한민국의 전 축구 선수이며, 포지션은 수비수였다.